# Съдия
 Тази статия е за длъжността в съдебната система.  За длъжността в спорта вижте Спортен съдия.  
Съдията е длъжностно лице въздаващо правосъдие.
Съдиите трябва да притежават висше юридическо образование, високи нравствени и волеви качества, както допълнителна подготовка и практика. Съдиите са изборни или се назначават, повишават, понижават, преместват и освобождават от длъжност от съдебен съвет. 
Основно задължение на съдията е да решава спорове. Като арбитри в съдебните заседания изслушват свидетелски показания, приемат и разглеждат представени доказателства и т.н., след което излизат със съдебен акт по делата.
Професията на съдията обикновено се счита за много престижна в обществото и се свързва с определени професионални традиции. В много страни по света съдиите заседават с дълга тога в черен цвят. В някои страни те водят заседанията дори с перука.